# Новокаин (фильм, 2025)
«Новокаи́н» (англ. Novocaine) — американский комедийный боевик режиссёров Дэна Берка и Роберта Олсена по сценарию Ларса Джейкобсона. Премьера фильма в США состоялась 14 марта 2025 года.

## Сюжет
Нейтан Кейн — кроткий интроверт с врожденной нечувствительностью к боли с ангидрозом (CIPA), работающий помощником менеджера в кредитном союзе в Сан-Диего. Его коллега Шерри Маргрейв испытывает к нему романтический интерес, но Нейтан колеблется из-за своего состояния и неопытности в общении с женщинами. В баре с Шерри Нейтан встречает своего школьного хулигана, который называет его «Новокаин». Шерри мстит за Нейтана, обманом заставляя хулигана выпить порцию острого соуса; затем они проводят ночь вместе.
На следующее утро, в канун Рождества, банда грабителей, переодетых в костюмы Санта-Клауса, во главе с Саймоном Гринли грабит банк и берет Шерри в заложницы. Нейтан импульсивно угоняет полицейскую машину, чтобы погнаться за машиной, в которой держат Шерри, но он едет не за той машиной и попадает в стычку с другим грабителем, Беном Кларком, на кухне ресторана. В конце концов он застреливает Бена, но сильно обжигает руку, доставая пистолет Бена из фритюрницы.
Заметив татуировку Бена, Нейтан разыскивает художника Зено и выпытывает у него адрес Бена, надеясь найти Шерри. После потасовки Нейтану удается узнать фамилию Бена, и он звонит своему единственному другу Роско Диксону, геймеру, с которым он никогда лично не встречался, чтобы узнать домашний адрес Бена. Дом Бена заминирован, и Нейтан оказывается в ловушке; в отчаянии он звонит Роско. Брат Бена Андре входит в дом и начинает пытать Нейтана, который притворяется, что чувствует боль. Появляется Роско, и вместе они одолевают и убивают Андре. Полицейские Минси Лэнгстон и ее напарница Колтрейн Даффи прибывают в дом и арестовывают Роско, который поменялся одеждой с Нейтаном.
Нейтан находит Шерри и Саймона в автомастерской и обнаруживает, что она сестра Саймона и соучастница ограбления; изначально она намеревалась соблазнить Нейтана, чтобы узнать код банковского сейфа, но у нее возникли к нему настоящие чувства. Саймон пытается убить Нейтана, несмотря на протесты Шерри, но в него стреляет прибывшая Колтрейн, а Шерри и Нейтана арестовывают. Саймон, в свою очередь, стреляет в Колтрейн и сбегает на машине скорой помощи с Нейтаном. Шерри освобождается от наручников и бежит за машиной скорой помощи, в то время как Роско отвозит раненую Минси в больницу.
Придя в сознание, Нейтан освобождается от наручников и делает Саймону дефибрилляцию, в результате чего тот падает. Устав от Нейтана, Саймон ломает ему руку как раз в тот момент, когда появляется Шерри. Как только Саймон собирается убить Шерри, Нейтан вводит себе дозу адреналина и убивает Саймона, протыкая ему челюсть обнаженной костью руки, после чего теряет сознание, окончательно обессиленный полученными травмами.
Когда Нейтан приходит в себя в больнице две недели спустя, он узнает, что его приговорили к шести месяцам домашнего ареста вместо длительного тюремного заключения за то, что он спас жизнь полицейскому, чью машину он взял, чтобы преследовать Шерри.
Год спустя он навещает Шерри, у которой заканчивается небольшой срок за участие в ограблении. Они едят вишневый пирог, первую натуральную пищу, которую Нейтан съел за долгое время, с которой Шерри познакомила его на их первом свидании. Пока тюремные охранники уводят Шерри обратно в камеру, Натан жует и улыбается, предвкушая ее освобождение и радуясь тому, что она появилась в его жизни.

## В ролях
- Джек Куэйд — Нейтан Кейн (англ. Nathan Caine), служащий банка
- Эмбер Мидфандер — Шерри Макгрейв
- Рэй Николсон — Саймон Гринли
- Джейкоб Баталон — Роско Диксон
- Бетти Гэбриел — Минси Лэнгстон
- Мэтт Уолш — Колтрейн Даффи

## Производство
В октябре 2023 года стало известно, что Джек Куэйд снимется в фильме по сценарию Ларса Джейкобсона, режиссёрами фильма выступят Дэн Берк и Роберт Олсен.
В феврале 2024 года права на дистрибуцию фильма приобрела компания Paramount Pictures. Тогда же стало известно, что в фильме снимется Эмбер Мидфандер. Съёмки начались 8 апреля 2024 года в Кейптауне (ЮАР).

## Премьера
Премьера фильма в кинотеатрах США состоялась 14 марта 2025 года.